# Teldix
Teldix GmbH (aujourd'hui nommé Rockwell Collins Deutschland GmbH) est une entreprise fondée en 1960 par Telefunken GmbH et Bendix Corporation.

## Histoire
En 1973, Bosch GmbH a acquis les parts de Bendix, puis en 1981, celles d'AEG-Telefunken. En 1989, Teldix a été intégré dans Bosch Telecom.
En février 1996, Litton Industries Inc., Woodland Hills, CA-USA, achète Teldix GmbH à Bosch et en fait un « Centre d'excellence » pour des produits de haute technologie en informatique et dans le spatial.

## Produits
- Systèmes de Navigation INS à base de  gyroscope[1].